# Bibi-Khanum
De Bibi-Khanummoskee (Perzisch: مسجد بی بی خانم; Oezbeeks: Bibi-Xonum machiti) is een beroemde historische vrijdagmoskee in Samarkand. Zijn naam komt van de vrouw van de 14e-eeuwse heerser, Timoer Lenk. De buitenmuren zijn 167 meter lang en 109 meter breed. De koepel van het hoofdgebouw bereikt een hoogte van 40 meter en de toegangsweg is 35 meter hoog. Er staat een grote marmeren koranhouder in het midden van de binnenplaats.

## Historie
De Bibi-Khanummoskee werd gebouwd van 1399 tot ongeveer 1404 in opdracht van de Centraal-Aziatische heerser Timoer Lenk.

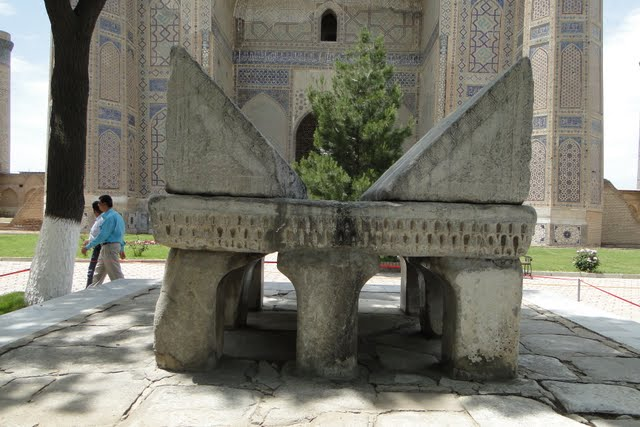
De marmeren koranhouder